# (7346) Boulanger
(7346) Boulanger est un astéroïde de la ceinture principale.

## Description
(7346) Boulanger est un astéroïde de la ceinture principale. Il fut découvert par Eric Walter Elst le 20 février 1993 à Caussols. Il présente une orbite caractérisée par un demi-grand axe de 2,87 UA, une excentricité de 0,081 et une inclinaison de 3,18° par rapport à l'écliptique.
Il fut nommé en hommage à Nicolas Boulanger (1722-1759), géologue français.

## Compléments